# Circonscription d'Ameya
La circonscription d'Ameya est une des 121 circonscriptions législatives de l'État fédéré des nations, nationalités et peuples du Sud, elle se situe dans la Zone Ameya. Son représentant actuel est Seyfu Kenfu Terefe.